# Janne Andersson
Janne Andersson, właśc. Jan Olof Andersson (ur. 29 września 1962 w Halmstad) – szwedzki trener i piłkarz.

## Kariera piłkarska
Andersson nie był zbyt znanym piłkarzem. Podczas kariery reprezentował barwy takich klubów jak Alets IK, IS Halmia czy też Laholms FK.

## Kariera trenerska
Karierę trenerską rozpoczął w 1988 roku zostając grającym trenerem Alets IK. W 1990 roku został asystentem trenera Halmstads BK. W 1993 roku został trenerem Laholms FK. W 1998 roku został zwolniony z tego stanowiska. W 2000 roku został ponownie asystentem trenera Halmstads BK a w 2004 roku objął funkcję trenera tego klubu. W 2009 roku został zwolniony z tego stanowiska. W 2010 roku krótko trenował Örgryte IS. W 2011 roku został szkoleniowcem IFK Norrköping. W 2016 roku został ogłoszony nowym selekcjonerem reprezentacji Szwecji. Z reprezentacją zdołał wywalczyć awans na Mundial 2018, a na nim osiągnął ćwierćfinał.